# Konibodom
Konibodom er en by i det nordlige Tadsjikistan, med et indbyggertal (pr. 2000) på cirka 45.000. Byen er hovedstad i et distrikt af samme navn, og ligger i provinsen Sughd.
40°17′N 70°25′Ø / 40.283°N 70.417°Ø